# Радіопоглинаючі матеріали і покриття

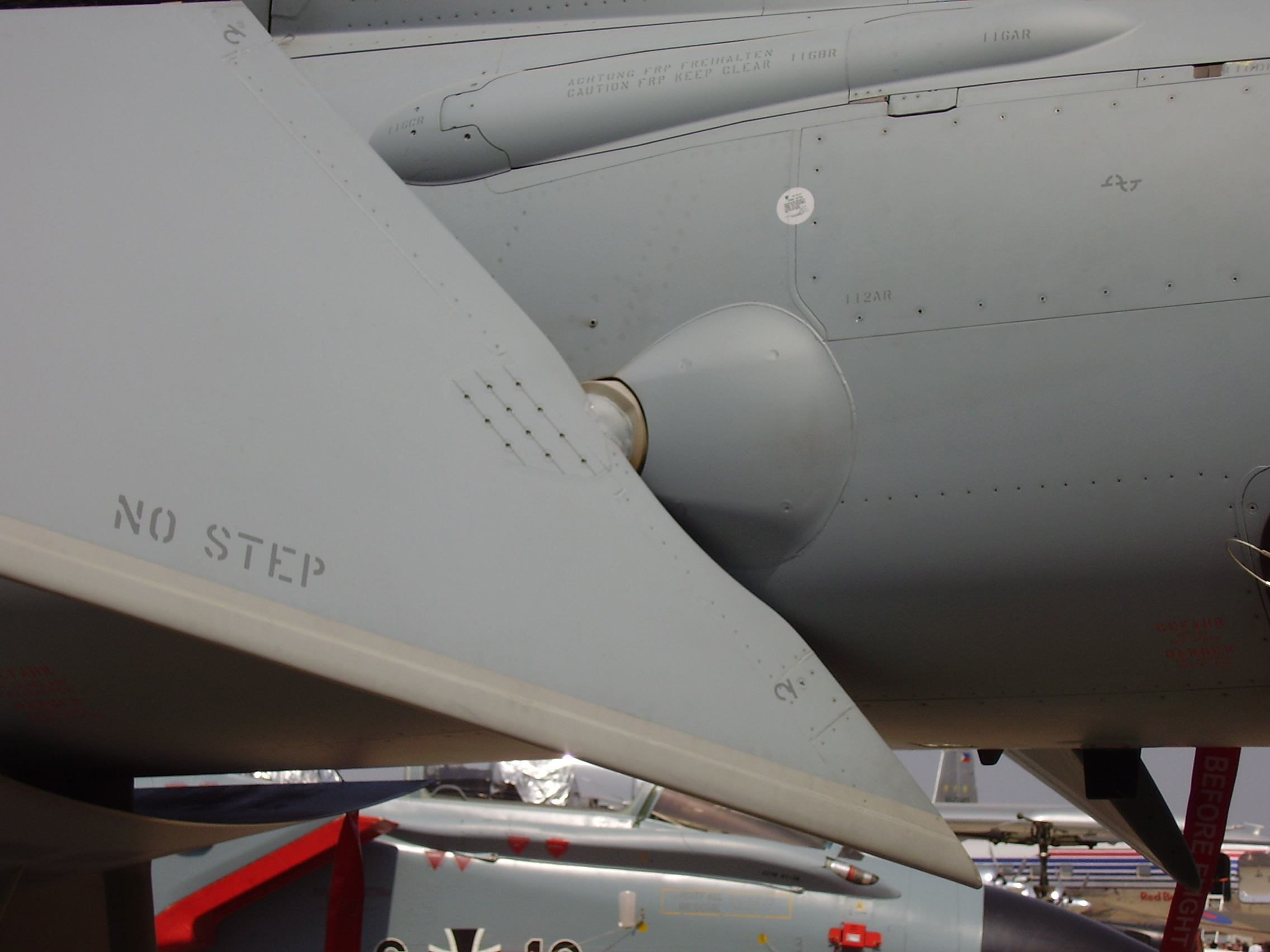
Передня кромка поворотного ПГО багатоцільового винищувача Eurofighter Typhoon виконана з радіопоглинаючого матеріалу.

Радіопоглинальні матеріали (РПМ) та радіопоглинальні покриття (РПП) — клас матеріалів, що використовуються у технологіях зниження помітності (так званих «стелс-технологіях») для маскування озброєння та військової техніки від виявлення радіолокаційними засобами противника. Вони є складовою частиною загального напряму, пов'язаного з розробкою засобів і методів зменшення демаскувальних ознак зброї і техніки в основних фізичних полях.

## Принцип дії
Під час взаємодії електромагнітного випромінювання з радіопоглинальним матеріалом відбуваються одночасні процеси поглинання, розсіювання (внаслідок структурної й геометричної неоднорідності матеріалу), а також інтерференції радіохвиль.

## Відмінність між матеріалами та покриттями
Розрізнення між власне матеріалами (РПМ) та покриттями (РПП) до певної міри умовне. Вважається, що РПМ входять до конструкції об'єкта, а РПП, як правило, наносяться на поверхню. Проте будь-який радіопоглинальний матеріал є не лише речовиною, але й мікрохвильовим пристроєм-поглиначем.

## Частотна залежність
Поглинаюча здатність матеріалу залежить від його складу та структури і є частотно залежною. Кожен матеріал ефективний лише в певному частотному діапазоні. Універсального РПМ, здатного ефективно поглинати випромінювання радіолокаційних станцій (РЛС) в усьому спектрі частот, не існує.

## Поширені хибні уявлення
Поширеним є хибне уявлення, що об'єкти, покриті РПМ, стають повністю невидимими для локаторів. Насправді такі матеріали лише знижують ефективну поверхню розсіювання (ЕПР) об'єкта в певному частотному діапазоні, але не забезпечують повної непомітності в інших діапазонах.

## Застосування
РПМ і РПП — це лише один з елементів комплексу заходів зі зниження помітності, який також включає:
- спеціальну конфігурацію літального апарата (ЛА);
- конструктивно-компонувальні рішення;
- використання композиційних матеріалів;
- відсутність власного випромінювання та інші заходи.

## Історія створення
Першим відомим різновидом радіопоглинального матеріалу (РПМ) була розробка під кодовою назвою Schornsteinfeger («Сажотрус»), яка з'явилася під час Другої світової війни в нацистській Німеччині. Цей легкий шаруватий матеріал був створений у рамках секретного проєкту захисту підводних човнів від виявлення радіолокаційними засобами союзників, встановлених на протичовнових літаках.
Матеріал використовувався для зменшення радіолокаційної помітності шноркеля (перископу) підводних човнів при опроміненні хвилями з довжиною від 3 до 30 см. За товщини 75 мм структура РПМ складалася з семи послідовно розміщених шарів наповненої графітом напівпровідникової паперу, що були розділені проміжними шарами діелектричного матеріалу — полівінілхлоридного пінопласту.
Принцип поглинання, покладений в основу цього матеріалу, базувався на так званому поглинанні Яумана (Jaumann Absorber), названому на честь німецького вченого професора Йоганна Яумана з міста Брюнн (нині Брно, Чехія).
Інші ранні зразки РПМ і радіопоглинальних покриттів (РПП) створювалися на основі композитів, що містили карбонильне залізо або феритові порошки. Однак через велику масу такі покриття були непридатними для використання на літальних апаратах, легких кораблях або іншій легкій військовій техніці.